# Johann von Wessenberg
Baron Johann Philipp von Wessenberg-Ampringen (28. listopadu 1773 Drážďany – 1. srpna 1858 Freiburg im Breisgau) byl rakouský státník a diplomat, během revolučního roku 1848 ministerský předseda Rakouského císařství a ministr zahraničních věcí Rakouského císařství

## Biografie
Wessenberg-Ampringen byl roku 1808 vyslancem v Berlíně, roku 1811 v Mnichově a 1830–1831 v Haagu.
Během revolučního roku 1848 se zapojil do aktivního politického dění. V roce 1848 vyvrcholila jeho kariéra. Od 18. července 1848 do 21. listopadu 1848 byl ministerským předsedou Rakouského císařství (vláda Johanna von Wessenberga) a zároveň ministrem zahraničních věcí Rakouského císařství. Jeho jmenování mělo stabilizovat umírněné výsledky revoluce. Šlo o řádný kabinet po několikaměsíčním provizoriu. Sám Wessenberg v ní reprezentoval tváře bývalého vládního systému, ale v kabinetu zasedli i někteří populární liberální politici. Po říjnovém povstání ve Vídni Wessenberg 19. října v Olomouci inicioval vydání druhého císařského manifestu, ve kterém se zaručovalo pokračování ústavního reforem. V listopadu 1848, když již byla vídeňská revolta potlačena a posilovaly konzervativní proudy v rakouské politice, odešel z vládní funkce. Historik Otto Urban uvádí, že s Wessenbergem se již v nové konstelaci nepočítalo. Výslovně k jeho odvolání nedošlo, ale Alfred Windischgrätz pro post předsedy vlády vybral Felixe Schwarzenberga.
Ve volbách roku 1848 byl rovněž zvolen na rakouský ústavodárný Říšský sněm. Zastupoval volební obvod Vídeň-Neubau v Dolních Rakousích. Uvádí se jako ministr zahraničí.